# Akt o rynkach cyfrowych
Akt o rynkach cyfrowych (ang. Digital Markets Act, DMA) – rozporządzenie unijne mające na celu zwiększenie konkurencji na europejskich rynkach cyfrowych, poprzez uniemożliwienie dużym firmom nadużywania ich siły rynkowej i umożliwienie nowym graczom wejścia na rynek. Ustanawia ona listę obowiązków wobec wyznaczonych tzw. strażników dostępu, a w przypadku ich nieprzestrzegania, zostaną wprowadzone mechanizmy sankcji, w tym grzywny w wysokości do 10% światowego obrotu.
Rozporządzenie weszło w życie 1 listopada 2022 i zaczęło być stosowane od 2 maja 2023.

## Cel i okoliczności uchwalenia
Rozporządzenie to skierowane jest do największych platform cyfrowych działających w Unii Europejskiej. Są one również znane jako „strażnicy dostępu” ze względu na trwałą pozycję rynkową w niektórych sektorach cyfrowych oraz dlatego, że spełniają również pewne kryteria związane z liczbą użytkowników, ich obrotami lub kapitalizacją. Nawet jeśli lista strażników dostępu nie została jeszcze ujawniona, „Big Tech” – GAFAM (Google, Amazon, Facebook, Apple, Microsoft) – prawdopodobnie będą głównymi podmiotami ustawy, ale nie jedynymi.
Na liście obowiązków znalazły się m.in. zakazy łączenia danych zebranych z dwóch różnych serwisów należących do tej samej firmy (np. Facebook i WhatsApp); przepisy dotyczące ochrony użytkowników biznesowych platform (w tym reklamodawców i wydawców); instrumenty prawne przeciwko metodom autoreferencyjnym stosowanym przez platformy w celu promowania własnych produktów (preferencyjne wyniki dla produktów Google przy korzystaniu z wyszukiwarki Google); artykuły dotyczące preinstalacji niektórych usług (Google Android); regulacje dotyczące praktyk sprzedaży wiązanej; przepisy dotyczące zapewnienia interoperacyjności, przenośności i dostępu do danych dla przedsiębiorstw i użytkowników końcowych platform.
Według Komisji Europejskiej, głównym celem tego dokumentu jest uregulowanie zachowania firm Big Tech w ramach Jednolitego Rynku Europejskiego i poza nim. Komisja dąży do zagwarantowania uczciwego poziomu konkurencji na silnie skoncentrowanych Europejskich Rynkach Cyfrowych, które często charakteryzują się konfiguracją „zwycięzca bierze wszystko”.
DMA obejmuje osiem różnych sektorów i są one również znane jako Core Platforms Services (CPS). Ze względu na obecność Gatekeepers, którzy w pewnym stopniu wpływają na konkurencyjność rynku, CPS są uważane za problematyczne przez Komisję Europejską: wyszukiwarki internetowe (Google Search); usługi pośrednictwa online (Google Play, App Store); sieci społecznościowe (Facebook); platformy udostępniania wideo (YouTube); platformy komunikacyjne (WhatsApp, Gmail); usługi reklamowe; systemy operacyjne (Google Android); usługi w chmurze.
Wniosek został przedłożony przez Komisję Europejską Parlamentowi Europejskiemu i Radzie Unii Europejskiej w dniu 15 grudnia 2020 r. wraz z ustawą o usługach cyfrowych (DSA), DMA jest częścią europejskiej strategii cyfrowej zatytułowanej „Kształtowanie cyfrowej przyszłości Europy”. DMA została przedstawiona przez wiceprzewodniczącą Komisji Europejskiej ds. Europy na miarę ery cyfrowej Margrethe Vestager oraz przez Europejskiego Komisarza ds. Rynku Wewnętrznego Thierry’ego Bretona, członków Komisji Von der Leyen.